# 1494 Savo
1494 Savo è un asteroide della fascia principale. Scoperto nel 1938, presenta un'orbita caratterizzata da un semiasse maggiore pari a 2,1902054 UA e da un'eccentricità di 0,1313126, inclinata di 2,45336° rispetto all'eclittica.
L'asteroide prende il nome dall'omonima regione storica della Finlandia.